# Mazda5
Mazda 5 (ранее известный как Mazda Premacy и сохранивший это имя на азиатском рынке) — компактвэн, созданный японским производителем автомобилей Mazda в 1999 году. Первое поколение Premacy появилось на свет в Японии и экспортировалось в страны Европы и Азии. После бэдж-инжиниринга автомобиль продавался компанией Ford на некоторых азиатских рынках (в том числе в Японии) как Ford Ixion или Ford MAV. Второе поколение продается по всему миру уже как Mazda 5. К 31 марта 2005 года в мире продано 285,258 автомобилей Premacy и Mazda 5.
Первое поколение Premacy оснащалось 2 рядами сидений для 4 или 5 пассажиров, в то время как во втором поколении появился третий ряд сидений, что увеличило вместимость до 6 пассажиров в американском варианте и до 7 пассажиров в вариантах для других стран. Оба поколения являлись настоящими минивэнами с почти плоским полом, складывающимся/снимающимся 2-м рядом и задним рядом сидений, скрывающимся под пол.

## Первое поколение
Premacy 1999 года использовала Платформу CP от Mazda. Она выпускалась как с передним, так и с полным приводом, и была оборудована автоматической коробкой переключения передач. Так как Premacy имела 5 и 7 посадочных мест, она не была менее модульна, в отличие от своих конкурентов, таких как Opel Zafira и Honda Stream. Сиденья 2-го и 3-го ряда могли быть сложены или убраны, как на большинстве других минивэнов.
Это поколение Premacy также продавалось на некоторых азиатских рынках как Ford Ixion.

### Безопасность
| Euro NCAP                               | Euro NCAP | Euro NCAP | Euro NCAP |
| --------------------------------------- | --------- | --------- | --------- |
| Рейтинги                                | Пассажир  |           | 33        |
| Рейтинги                                | Ребёнок   |           | 32        |
| Рейтинги                                | Пешеход   |           | 12        |
| Протестированная модель: Mazda 5 (2005) |           |           |           |

В сентябре 2005 года Mazda 5 получила максимальный рейтинг «5 звезд» по результатам рейтинга EuroNCAP за защиту взрослых пассажиров, «3 звезды» — за защиту детей, «2 звезды» — за защиту пешеходов. Mazda 5 имеет полностью стальной несущий кузов, жесткий на кручение и изгиб, с передней и задней зонами предварительно запрограммированной безопасности, прочным каркасом безопасности, защищающим салон, и усилительными элементами, встроенными в боковые двери; усиленную раму в форме тройной буквы «Н», обеспечивающую безопасность. Компания Mazda разработала современную систему перераспределения и поглощения удара (MAIDAS), при ударе автомобиля защищающую пассажирский салон. Дополнительная система пассивной безопасности (SRS) включает: электронный блок и датчики удара; преднатяжители и ограничители натяжения ремней безопасности; систему напоминания о непристегнутых ремнях безопасности; фронтальные и боковые подушки безопасности водителя и переднего пассажира; оконные подушки (шторки) безопасности, защищающие пассажиров на всех трех рядах сидений.

## Второе поколение

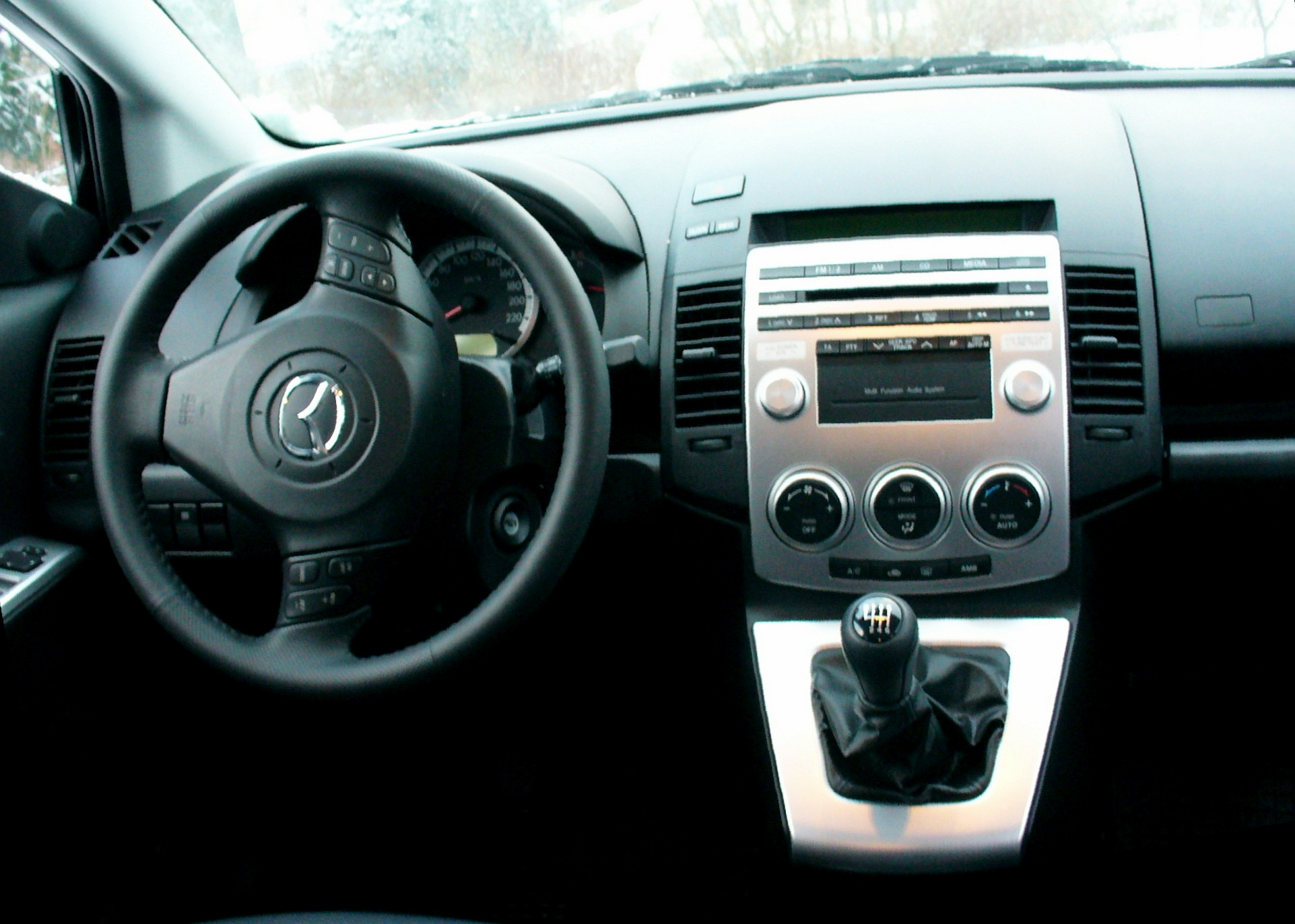
Интерьер Mazda 5

Новая модель 2006 года поступила в продажу летом 2005 года. В настоящее время это модель продается под именем Mazda 5 на всех рынках (за исключением Австралии) и позиционируется как улучшенная версия автомобиля Premacy. Классифицируемая компанией Mazda и управлением по охране окружающей среды (EPA) как среднеразмерный многоместный легковой автомобиль (wagon), она в основном воспринимается как мини-минивэн в Соединенных Штатах в связи с его размерами и сдвижными дверьми.
В Россию автомобиль поставляется в комплектациях Family, Touring, Touring Plus, Active.
В базовую комплектацию входят: электростеклоподъемники передних окон, наружные зеркала заднего вида с электрорегулировкой/обогревом, разъем для дополнительного аудиооборудования, система безопасности из 6 подушек, ABS с электронным регулятором тормозных сил EBD, центральный электрический замок с дистанционным управлением, секционное заднее сиденье (с соотношением секций 50/50), иммобилайзер, шторка багажного отделения.
Для комплектации Touring предлагаются дополнительно: 7 сидений, верхние багажные брусья, корпуса наружных зеркал, окрашенные в цвет кузова, столики «для пикника» (2-й ряд сидений), вещевой ящик Karakuri, сдвижные сиденья второго ряда, кондиционер воздуха с ручным управлением, электростеклоподъемники задних стекол (с функцией закрывания всех окон при одном нажатии на кнопку), валик поясничной поддержки (на водительском сиденье), система динамической стабилизации (DSC) и противобуксовочная система (TCS), CD-плеер с поддержкой MP3, дистанционное управление аудиосистемой.
Для комплектации Touring Plus предлагаются дополнительно: двигатель 2.0 MZR и 2.0 MZR Auto, климат-контроль.
Для комплектации Active предлагаются дополнительно: аэродинамический обвес SAP (радиаторная решетка с двумя поперечинами, передний и задний спортивный бамперы, нижние накладки кузова и верхний задний спойлер), тонированные боковые стекла и стекло задней двери, круиз-контроль, бортовой компьютер, система «Super Lock» (двойная блокировка открытия замков изнутри), 6-дисковый CD-чейнджер с функцией MP3 и 6 акустических колонок, ксеноновые фары с автоматическим корректором, передние противотуманные фары, датчик дождя, легкосплавные колеса 17".
Также предлагаются аксессуары Mazda — комплект противотуманных фар, хромированный хвостовик выпускной трубы, накладки дверных порогов, отделка зеркала заднего вида, отделка рукоятки подъемной задней двери, верхний задний спойлер, наружная дверная рукоятка, лампа повторителя указателя поворота.
Передняя подвеска — независимая, со стойками «Мак-Ферсон» и спиральными пружинами. Задняя подвеска — независимая подвеска Е-типа, с наклонными амортизаторами и низко закрепленными пружинами (такая конструкция обеспечивает максимальное пространство для размещения третьего ряда сидений и/или объём багажного отделения).
Тормозная система включает: двухконтурную диагональную гидравлическую систему с усилителем; антиблокировочную тормозную систему (ABS) с электронным регулятором тормозных сил (EBD) и системой помощи при экстренном торможении (EBA); опционную систему динамической стабилизации (DSC); передние тормозные механизмы (для колес 15" — вентилируемые тормозные диски диаметром 278 мм; для колес 16" — вентилируемые тормозные диски диаметром 300 мм); задние тормозные механизмы (для колес 15" — невентилируемые тормозные диски диаметром 280 мм; для колес 16" — невентилируемые тормозные диски диаметром 302 мм).

## Третье поколение

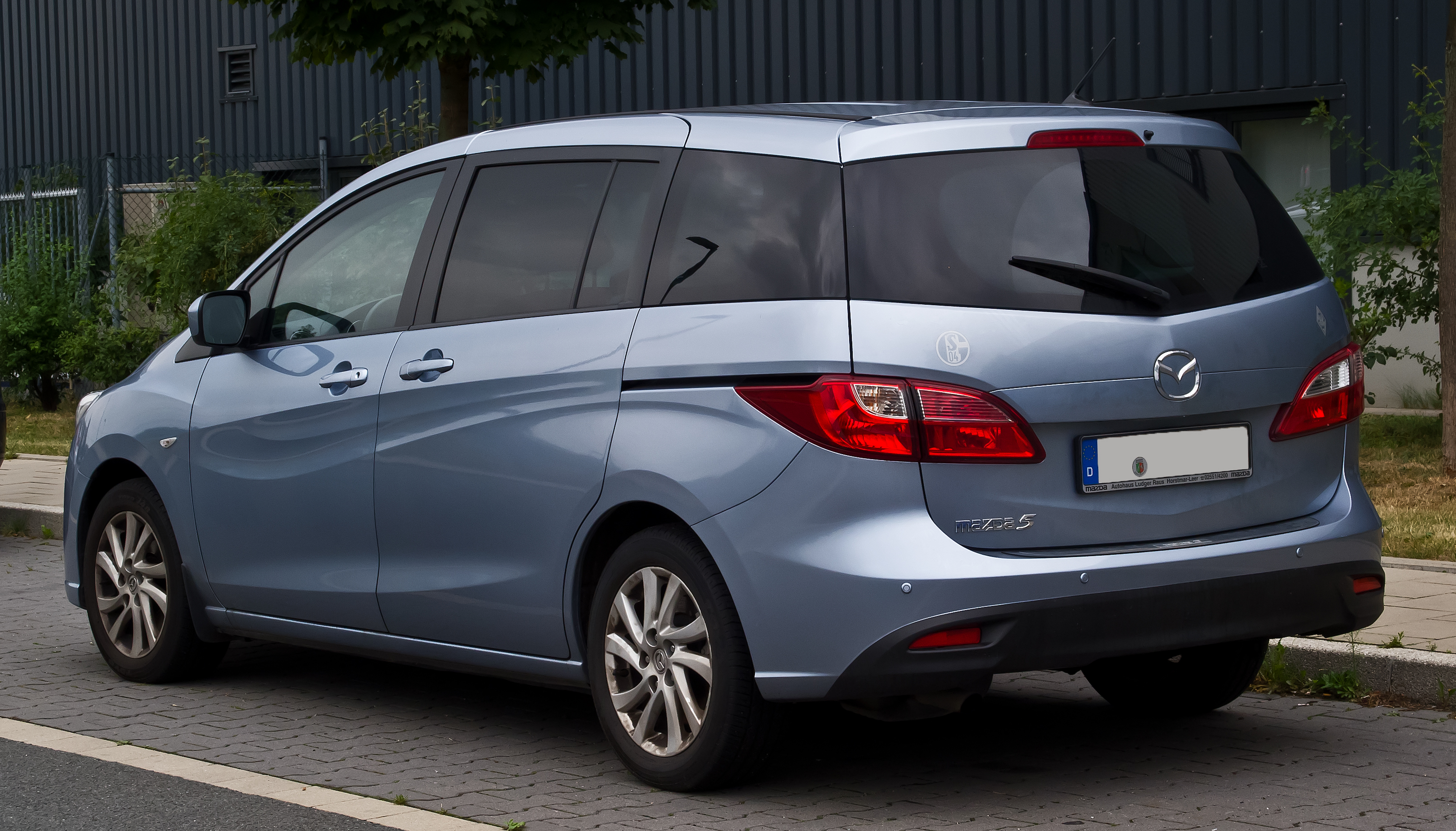
Вид сзади

Третье поколение было показано в 2010 году на Женевском автосалоне. В России не продаётся с 2014 года.
Производство Mazda 5 было прекращено 23 февраля 2018 года в связи с низкими продажами, через 2 года после анонса конца продаж.